# Andy Hardy och kärleken
Andy Hardy och kärleken är en amerikansk långfilm från 1938 med Mickey Rooney och Judy Garland i huvudrollerna. Filmen regisserades av George B. Seitz.

## Handling
Andy Hardys flickvän Polly skall åka bort under julbalen. Hans kamrat Jimmy ber honom att bli ihop med sin flickvän under tiden så ingen annan tar henne. Till hans grannar kommer unga Betsy Booth som också förälskar sig i Andy. Plötsligt har han tre flickor omkring sig!

## Om filmen
Detta var den fjärde i en lång följd av Andy Hardy-filmer. Framgångarna med de tidigare filmerna gjorde att denna film fick en större budget än de föregående. Man tog fram 176 olika namnförslag innan filmen fick sitt slutliga namn.
Inspelningen ägde rum mellan april och 25 juni 1938.

## Skådespelare
- Mickey Rooney - Andy Hardy
- Judy Garland - Betsy Booth
- Lana Turner - Cynthia Potter
- Ann Rutherford - Polly Benedict
- Lewis Stone - Domare James K. Hardy
- Fay Holden - Fru Emily Hardy